# Muertos S.L.
Muertos S. L. es una serie de televisión española de comedia negra de situación, creada por Alberto Caballero, Daniel Deorador, Julián Sastre, Nando Abad y Araceli Álvarez de Sotomayor para Movistar Plus+. Está producida por Contubernio Films y protagonizada por Carlos Areces. Se estrenó en Movistar Plus+ el 4 de abril de 2024.
El 25 de enero de 2024, Movistar Plus+ renovó la serie por una segunda temporada antes del estreno de la primera. A finales de octubre de 2024 se anunció oficialmente la renovación por una tercera temporada, ya finalizando su rodaje en esas fechas.
En julio de 2025 se anuncia que, a pesar de haber sido renovada por una tercera temporada en Movistar Plus+, la serie pasa a ser propiedad de Netflix. La ficción reestrenó sus dos primeras temporadas el 31 de julio de 2025, mientras que la tercera llega en exclusiva a la plataforma el 21 de agosto de 2025. 

## Trama
Cuando fallece Gonzalo Torregrosa, propietario y fundador de la Funeraria Torregrosa, Dámaso Carrillo (Carlos Areces), su mano derecha en la empresa, no duda en que lo mejor para la continuidad del negocio es que él asuma el mando. Pero, contra todo pronóstico, Nieves, la septuagenaria viuda, decide ponerse al frente de la empresa familiar, ayudada por su inútil y entusiasta yerno, Chemi, y en contra de los planes de sus hijas de cerrar y montar un gimnasio. Mientras Dámaso conspira y manipula a sus compañeros contra la nueva dirección, la empresa se enfrentará a la competencia, la funeraria Transitus, y a su plan para expandir su negocio, y a un caso a lo #metoo, que amenazarán el legado de Gonzalo Torregrosa.

## Reparto

### Personajes principales
| Actor / Actriz      | Personaje                    | Temporada | Temporada |
| Actor / Actriz      | Personaje                    | 1         | 2         |
| ------------------- | ---------------------------- | --------- | --------- |
| Carlos Areces       | Dámaso Carrillo              | Principal | Principal |
| Gerald B. Fillmore  | Abel Aguado                  | Principal | Principal |
| Aitziber Garmendia  | Olivia                       | Principal | Principal |
| Ascen López         | Nieves Torralba              | Principal | Principal |
| Diego Martín        | José Miguel "Chemi" Fondao   | Principal | Principal |
| Salva Reina         | Nino                         | Principal | Principal |
| Roque Ruiz          | Pablo Morales                | Principal | Principal |
| Amaia Salamanca     | Vanesa Hernández             | Principal | Principal |
| Adriana Torrebejano | Manuela                      | Principal | Principal |
| Manolo Cal          | Anselmo                      | Principal | Principal |
| Lorea Intxausti     | Laia                         | Principal | Principal |
| Bárbara Santa-Cruz  | Milagros Torregrosa Torralba | Principal | Principal |
| Lucía Quintana      | Pilar Torregrosa Torralba    | Principal | Principal |

## Episodios
| Temporada | Temporada | Episodios | Estreno              | Final                | Plataforma     |
| --------- | --------- | --------- | -------------------- | -------------------- | -------------- |
|           | 1         | 8         | 4 de abril de 2024   | 25 de abril de 2024  | Movistar Plus+ |
|           | 2         | 6         | 16 de enero de 2025  | 30 de enero de 2025  | Movistar Plus+ |
|           | 3         | 6         | 21 de agosto de 2025 | 21 de agosto de 2025 | Netflix        |

### Temporada 1 (2024)
| N.º en serie | N.º en temp. | Título       | Dirigido por    | Escrito por                                                    | Fecha de lanzamiento original |
| ------------ | ------------ | ------------ | --------------- | -------------------------------------------------------------- | ----------------------------- |
| 1            | 1            | «Episodio 1» | Laura Caballero | Alberto Caballero, Daniel Deorador, Julián Sastre y Nando Abad | 4 de abril de 2024            |
| 2            | 2            | «Episodio 2» | Laura Caballero | Alberto Caballero, Daniel Deorador, Julián Sastre y Nando Abad | 4 de abril de 2024            |
| 3            | 3            | «Episodio 3» | Laura Caballero | Alberto Caballero, Daniel Deorador, Julián Sastre y Nando Abad | 11 de abril de 2024           |
| 4            | 4            | «Episodio 4» | Laura Caballero | Alberto Caballero, Daniel Deorador, Julián Sastre y Nando Abad | 11 de abril de 2024           |
| 5            | 5            | «Episodio 5» | Laura Caballero | Alberto Caballero, Daniel Deorador, Julián Sastre y Nando Abad | 18 de abril de 2024           |
| 6            | 6            | «Episodio 6» | Laura Caballero | Alberto Caballero, Daniel Deorador, Julián Sastre y Nando Abad | 18 de abril de 2024           |
| 7            | 7            | «Episodio 7» | Laura Caballero | Alberto Caballero, Daniel Deorador, Julián Sastre y Nando Abad | 25 de abril de 2024           |
| 8            | 8            | «Episodio 8» | Laura Caballero | Alberto Caballero, Daniel Deorador, Julián Sastre y Nando Abad | 25 de abril de 2024           |

### Temporada 2 (2025)
| N.º en serie | N.º en temp. | Título       | Dirigido por    | Escrito por                                                    | Fecha de lanzamiento original |
| ------------ | ------------ | ------------ | --------------- | -------------------------------------------------------------- | ----------------------------- |
| 9            | 1            | «Episodio 1» | Laura Caballero | Alberto Caballero, Daniel Deorador, Julián Sastre y Nando Abad | 16 de enero de 2025           |
| 10           | 2            | «Episodio 2» | Laura Caballero | Alberto Caballero, Daniel Deorador, Julián Sastre y Nando Abad | 16 de enero de 2025           |
| 11           | 3            | «Episodio 3» | Laura Caballero | Alberto Caballero, Daniel Deorador, Julián Sastre y Nando Abad | 23 de enero de 2025           |
| 12           | 4            | «Episodio 4» | Laura Caballero | Alberto Caballero, Daniel Deorador, Julián Sastre y Nando Abad | 23 de enero de 2025           |
| 13           | 5            | «Episodio 5» | Laura Caballero | Alberto Caballero, Daniel Deorador, Julián Sastre y Nando Abad | 30 de enero de 2025           |
| 14           | 6            | «Episodio 6» | Laura Caballero | Alberto Caballero, Daniel Deorador, Julián Sastre y Nando Abad | 30 de enero de 2025           |

## Producción
El 17 de abril de 2023, los hermanos Alberto y Laura Caballero anunciaron que estaban desarrollando, junto a todo el equipo de su productora Contubernio, la producción de una nueva serie de comedia, Muertos S.L., para Movistar Plus+. En octubre de 2023, la plataforma anunció en una promo que el rodaje de la serie había comenzado. Más adelante ese mismo mes, Movistar Plus+ anunció que el reparto de la serie estaría formado por Carlos Areces, Ascen López, Salva Reina, Aitziber Garmendia, Adriana Torrebejano, Diego Martín, Gerard B. Fillmore, Amaia Salamanca, Roque Ruiz, Lorea Intxausti, Manolo Cal, Bárbara Santa-Cruz, Lucía Quintana y Juan Miguel Bataller.
El 25 de enero de 2024, Movistar Plus+ anunció que había renovado Muertos S.L. por una segunda temporada antes del estreno de la primera, la cual ya había comenzado su rodaje  y que tiene seis episodios.

## Lanzamiento y marketing
El 28 de febrero de 2024, Movistar Plus+ anunció que Muertos S.L. se estrenaría en su plataforma el 4 de abril de 2024, a ritmo de dos capítulos por semana. En marzo de 2024, el tráiler de la serie fue lanzado.

## Recepción
Muertos S.L. ha recibido críticas positivas por parte de los críticos. Fernando S. Palenzuela de Formula TV le dio a la serie una crítica positiva, elogiando la interpretación de Carlos Areces diciendo que "sabe llevar perfectamente la comedia a sus espaldas" y la dirección de Laura Caballero diciendo que "hace un gran trabajo con una propuesta de dirección muy cercana a The Office, donde prima el movimiento de cámara y se deja de lado la perfección de la estabilidad para apostar por los zooms", concluyendo que "es una serie perfecta para pasar un buen rato, si bien no consigue dar una vuelta al género y sorprender como sí hizo Machos alfa". Raquel Hernández Luján de Hobby Consolas le dio a la serie un 75 de 100, diciendo que los hermanos Caballero "siguen haciendo alarde de su particular humor, poco o nada interesado en la corrección política, pero atendiendo siempre y sobre todo a la relación entre los personajes" y que "la ficción está echando a andar y lo hace con paso firme, concluyendo que "en algún momento cualquiera de nosotros puede ser uno de los afligidos... mejor encarar hasta algo tan grave como la muerte con buen humor". Noé R. Rivas de Mindies elogió el reparto coral de la serie, sobre el cual dijo que "cada actor aporta su propia impronta al conjunto", además de hablar positivamente de la dirección de Laura Caballero y de la "cuidada" ambientación y diseño de producción, concluyendo que la serie "demuestra la madurez creativa de sus responsables Alberto y Laura Caballero, quienes han sabido evolucionar y adaptarse a los nuevos tiempos y plataformas sin perder su sello personal" y que, con este proyecto, "consolida a los hermanos Caballero como referentes del humor televisivo en España, capaces de reinventarse y explorar nuevos géneros sin perder su esencia".
Adrián Ruiz de Vertele escribió que, con la serie, los hermanos Caballero "demuestran el gran estado de forma en el que se encuentran y consuman una madurez creativa a la que han llegado de una forma bastante llamativa dentro de la industria audiovisual" y que los guionistas "logran con acierto darle peso a la ficción más allá de la comedia situacional que se genera en cada episodio", concluyendo que "los hermanos Caballero rompen el tabú de la muerte a través de la comedia negra para reivindicar aquello de que no hay boda sin llanto, ni funeral sin risas". Wanchope de El Séptimo Arte le dio a la serie un 7 de 10, describiéndola como "una serie simpática, ágil y entretenida, idónea para ver entre horas que bebe claramente de producciones como The Office" y añadiendo que "sus responsables se esfuerzan en hacer de ella un pasatiempo agradable, jovial, dinámico y de fácil visionado para un amplio espectro que funciona a la medida de su ambición", concluyendo que "aún sin la brillantez manifiesta de Poquita fe, sirve con igual eficacia costumbrista y campechana a la noble causa del esparcimiento recreativo: con franca y honesta ligereza".

## Premios y reconocimientos
- 2024. Premio Mejor Reparto, a Muertos S.L., en la primera edición de los Premios InStyle en Serie, concedidos por la edición española de la revista de moda InStyle, de RBA.  [16]
- 2024. Nominada a Premio Feroz Mejor serie de comedia 2025, galardones concedidos por la Asociación de Informadores Cinematográficos de España.[17]